# Championnats du monde de cyclisme juniors 2005
Navigation
Édition précédente Édition suivante
Les Championnats du monde de cyclisme juniors 2005 ont eu lieu du 7 au 14 août 2005 à Vienne en Autriche.

## Route
Les épreuves sur route ont lieu les 12 et 14 août.

### Hommes
| Épreuves         | Or            | Or             | Argent             | Argent   | Bronze         | Bronze    |
| Course en ligne  | Ivan Rovny    | 3 h 4 min 46 s | Timofey Kritskiy   | à 5 s    | Sebastian Hans | à 7 s     |
| Contre-la-montre | Marcel Kittel | 25 min 45 s 82 | Alexandr Pliuschin | à 4 s 88 | Siarhei Papok  | à 39 s 97 |

### Femmes
| Épreuves         | Or                | Or              | Argent          | Argent    | Bronze            | Bronze    |
| Course en ligne  | Mie Bekker Lacota | 1 h 56 min 10 s | Marianne Vos    | m.t.      | Rasa Leleivytė    | à 3 s     |
| Contre-la-montre | Lisa Brennauer    | 19 min 49 s 66  | Tereza Hurikova | à 11 s 61 | Mie Bekker Lacota | à 18 s 77 |

## Piste
Les épreuves sur route ont lieu du 7 au 10 août.

### Résultats hommes
| Épreuves               | Or                                                                  | Argent                                                           | Bronze                                                                   |
| Kilomètre              | Maximilian Levy Allemagne                                           | Kévin Sireau France                                              | Scott Sunderland Australie                                               |
| Keirin                 | Chrístos Volikákis Grèce                                            | Rafał Poper Pologne                                              | René Enders Allemagne                                                    |
| Vitesse individuelle   | Maximilian Levy Allemagne                                           | Kévin Sireau France                                              | Benjamin Wittmann Allemagne                                              |
| Vitesse par équipes    | Allemagne René Enders Maximilian Levy Benjamin Wittmann             | France Michaël D'Almeida Kévin Sireau Alexandre Volant           | Australie Daniel Ellis Jeremy Hogg Scott Sunderland                      |
| Poursuite individuelle | Andrew Tennant Royaume-Uni                                          | Sam Bewley Nouvelle-Zélande                                      | Ivan Rovny Russie                                                        |
| Poursuite par équipes  | Nouvelle-Zélande Sam Bewley Westley Gough Jesse Sergent Darren Shea | Royaume-Uni Steven Burke Ross Sander Ian Stannard Andrew Tennant | Australie Zakkari Dempster Cameron Meyer Mitchell Pearson Matthew Pettit |
| Scratch                | Philipp Klein Allemagne                                             | Oleksandr Polivoda Ukraine                                       | Loïc Perizzolo Suisse                                                    |
| Course aux points      | Egidijus Jursys Lituanie                                            | Michel Kreder Pays-Bas                                           | Roman Maximov Russie                                                     |
| Américaine             | Andrey Klyuev Alexey Shyryaev Russie                                | Norman Dimde Marcel Kalz Allemagne                               | Cameron Meyer Mitchell Pearson Australie                                 |

### Résultats femmes
| Épreuves               | Or                           | Argent                            | Bronze                    |
| 500 m                  | Lisandra Guerra Cuba         | Lyubov Shulika Ukraine            | Sandie Clair France       |
| Keirin                 | Chloë MacPherson Australie   | Kim Hye-su Corée du Sud           | Anna Blyth Royaume-Uni    |
| Vitesse individuelle   | Lisandra Guerra Cuba         | Anna Blyth Royaume-Uni            | Élodie Henriette France   |
| Poursuite individuelle | Lesya Kalitovska Ukraine     | Bianca Rogers Australie           | Kimberly Geist États-Unis |
| Scratch                | Skye-Lee Armstrong Australie | Elizabeth Armitstead Royaume-Uni  | Evgenia Romanyuta Russie  |
| Course aux points      | Andrea Wolfer Suisse         | Rushlee Buchanan Nouvelle-Zélande | Irina Zemlyanskaya Russie |